# جنگل حفاظت‌شده جیلگیندی
جنگل حفاظت‌شده جیلگیندی (به لاتین: Jylgyndy Forest Reserve) یک جنگل حفاظت‌شده در قرقیزستان است که در استان اوش واقع شده‌است.